# 列维·罗奇
列维·罗奇 (英語：Levi Roach，1985年—）是一位英国中世纪历史学者，现为埃克塞特大学中世纪史讲师，主要作品有《埃塞尔雷德：决策无方者》（King Æthelred: The Unready）等。